# Ingolfiella britannica
Ingolfiella britannica is een vlokreeftensoort uit de familie van de Ingolfiellidae. De wetenschappelijke naam van de soort is voor het eerst geldig gepubliceerd in 1960 door Spooner.